# Litgrid

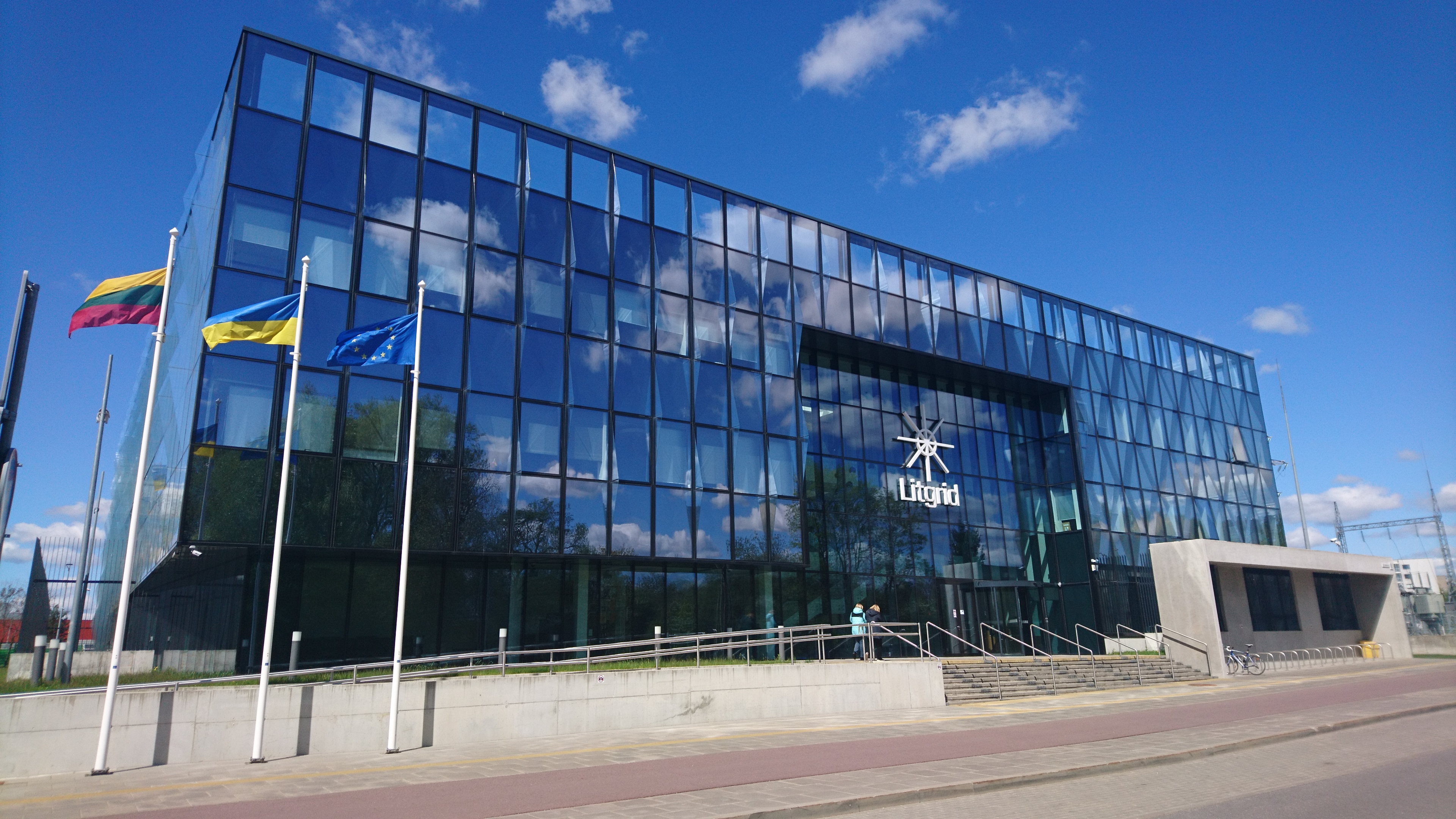
Sitz in Viršuliškės, Vilnius

Die Litgrid AB ist ein litauisches Energieunternehmen und ein Übertragungsnetzbetreiber. Das Unternehmen besitzt die litauischen Teile der Projekte NordBalt (Verbindung zwischen Litauen und Schweden) und LitPol Link (Verbindung zwischen Litauen und Polen). 
Der Sitz ist seit September 2021 in Viršuliškės (Vilnius).

## Geschichte
Die Firma wurde am 16. November 2010 mit dem Sitz in Šnipiškės gegründet.  2012 erzielte man einen Umsatz von 508,4 Mio. Litas (147,24 Mio. Euro). Ab Februar 2020 war der Sitz bei Viršuliškių skg. 99B. 2023 wurden 408 Mitarbeiter im Unternehmen beschäftigt.
Zusammen mit Belarus, Russland, Estland und Lettland war Litauen mit Litgrid Teil des postsowjetischen Stromnetzverbunds BRELL.
Am 8. Februar 2025 haben die drei baltischen Republiken den ringförmigen Stromnetzverbund verlassen, gehen in einem eintägigen isolierten Testbetrieb und werden dem kontinentaleuropäischen Stromnetzverbund beitreten. Litgrid hatte das litauische Stromnetz bereits im Frühjahr 2023 in einer zehnstündigen Probeabkopplung vom BRELL-Ringsystem getrennt. Der benötigte Strom stammte in dieser Zeit ausschließlich aus heimischen Ressourcen bzw. wurde via NordBalt aus Schweden und via LitPol aus Polen importiert.